# Бельдер, Михаил Абрамович
Михаил Абрамович Бе́льдер (1909 — 1985) — советский инженер, учёный-химик, лауреат Сталинской премии первой степени .

## Биография
Родился 3 марта 1909 года в местечке Сатанов (ныне  посёлок, Хмельницкая область, Украина).
Учился на химическом факультете Нижегородского университета, затем по мобилизации перевелся на созданный спецфакультет Казанского химико-технологического института (1930), получил диплом «Инженер-технолог пироксилиновых порохов» (1932).
Работал на Рошальском заводе (1932—1937): начальник смены, начальник мастерской, зам. начальника и начальник 5-го (основного) производственного отдела.
В 1937 году арестован вместе с директором завода П. М. Дубнером и главным инженером В. В. Шнегасом, осужден на 10 лет ИТЛ (февраль 1938).
Направлен на работу в «шарашку» ОТБ (Особое техническое бюро) −40, созданное на Казанском пороховом заводе № 40. Совместно с Д. И. Гальпериным вёл исследования по поиску новых флегматизаторов пироксилиновых порохов взамен дорогостоящей камфоры (1939—1941). В качестве флегматизаторов ими рекомендованы глицериновый эфир канифоли и нитропарафина, они были утверждены ГАУ для серийного производства.
Под руководством М. А. Бельдера и при его непосредственном участии разработан непрерывно действующий комплекс производства пироксилиновых порохов (1943—1949).
В 1946 году освобождён из заключения и назначен главным инженером ОТБ-40 (работал в этой должности до 1962).
Руководил аналитическими исследованиями при создании пороха из высокоазотного пироксилина для зарядов к пулемету калибра 7,62 мм (1947—1951). Созданный порох ВТЦ и заряд на его основе увеличили долговечность стволов на 50 %. Под руководством и при участии М. А. Бельдера впервые в СССР проведены разработки сферических порохов и технологии их изготовления (1954—1962).
Принимал участие в разработке технологии непрерывного отжима пироксилина от воды (1950—1960).
В 1962—1985 старший научный сотрудник ОТБ-40.

## Признание
- Сталинская премия первой степени (1951) — за коренное улучшение технологии производства.
- орден Трудового Красного Знамени — за создание сферического пороха